# 내 이름 쌍다리
"내 이름 쌍다리"(My Name Is Twin Bridges)는 대한민국에서 제작된 박우상 감독의 1982년 드라마, 범죄 영화이다. 한용철 등이 주연으로 출연하였고 김인동 등이 제작에 참여하였다. 이 영화는 1978년 즈음에 촬영되었으나 취소되었다가 1982년 공식 개봉하기에 이르렀다.

## 출연

### 주연
- 한용철
- 왕호
- 민복기
- 한지하

## 기타
- 조명: 박삼조
- 녹음: 손인호